# Joshua Rawlins
Pour les articles homonymes, voir Rawlins.
Joshua Rawlins, né le 23 avril 2004 en Australie, est un footballeur australien qui évolue au poste d'arrière droit au Melbourne Victory FC.

## Biographie

### En club
Joshua Rawlins est formé au Perth Glory. Il fait sa première apparition en professionnel le 18 novembre 2020, à l'occasion d'une rencontre de Ligue des champions de l'AFC face au Shanghai Shenhua. Il commence la partie comme titulaire mais son équipe s'incline par deux buts à un. Le 20 janvier 2021, Rawlins joue son premier match en A-League contre Adélaïde United. Il est titularisé ce jour-là et son équipe s'impose par cinq buts à trois.
Le 4 mai 2022, Joshua Rawlins s'engage en faveur du FC Utrecht. Il signe un contrat courant jusqu'en juin 2026, prenant effet au 1er juillet 2022. Dans un premier temps, le jeune australien est intégré à l'équipe réserve du club,.

### En sélection nationale
Joshua Rawlins représente l'équipe d'Australie des moins de 17 ans en 2019. Avec cette sélection il participe à la coupe du monde des moins de 17 ans en 2019. Lors de ce tournoi il joue trois matchs, tous en tant que titulaire, et son équipe est battue en huitièmes de finale par la France sur le score de quatre buts à zéro.